# Sívori (futbolista español)
Arturo Igoroin Sanjurjo, más conocido como Sívori (Vitoria, Álava, España, 14 de septiembre de 1976), es un exfutbolista español que jugaba de delantero, interior o segundo punta. Actualmente forma parte del personal técnico del F. C. Cartagena de la Segunda División de España.

## Trayectoria como jugador
Formado en la cantera del Deportivo Alavés, llegó al Deportivo Alavés "B" (3.ª División) en la temporada 1995-1996. En la temporada siguiente debutó con el Deportivo Alavés (2.ª División) en la victoria (4-0) sobre el Écija Balompié, sustituyendo a Pedro Riesco en el minuto 59. En la siguiente temporada jugó en el primer equipo, pese a tener ficha del filial, consiguiendo el ascenso a 1.ª División 42 años después y llegar a la semifinales de la Copa del Rey tras dejar en la cuneta a C .D. Aurrera de Vitoria (2.ª B), Real Oviedo (1.ª), S. D. Compostela (1.ª), Real Madrid C. F. y R. C. Deportivo de La Coruña (1.ª). 
En verano de 1998 se firmó su venta al Athletic Club por 348 millones de pesetas, más los jugadores Jon Solaun e Ibon Begoña, siendo efectiva terminada la temporada 1998-99. El jugador continuó una temporada más con el club albiazul, ahora en Primera División. Su debut en la categoría se produjo en empate (0-0) en la 1.ª jornada contra el Real Betis.
En su primera temporada (1999-2000) en el Athletic Club disputó 13 partidos (2 de titular) y no anotó ningún gol, por lo que la directiva bílbaína decidió cederlo a varios conjuntos de Segunda División: Córdoba C.F. (2000-2001) y  Club Deportivo Leganés (2001-2002). Precisamente fue el conjunto pepinero su nuevo destino, una vez quedó libre de su compromiso con el Athletic Club.
En verano de 2003 fichó por el F. C. Cartagena (2.ª B). En las cinco temporadas que estuvo en el Cartagonova no bajó de los 30 partidos por temporada e hizo 36 dianas. Convertido ya en capitán, dejó el equipo con 32 años, con la espina de no conseguir el ascenso a 2.ª, aunque lo rozó en la 05-06 donde fue batido por la U. D. Vecindario.
Posteriormente, jugó dos temporadas en el Águilas C. F. (2.ª B), una en el Caravaca C. F. (2.ª B), una en el Mar Menor C. F. (3.ª División) y dos en La Unión C. F. (3.ª División), donde se retiró.

## Trayectoria como entrenador
Tras retirarse como jugador en el club unionense, se convertiría en entrenador y estuvo al frente de La Unión C. F. en el Grupo XIII de la Tercera División de España, tras ser entrenador de las categorías inferiores. Sívori estaría durante siete años en La Unión, sus dos últimas como jugador y luego cinco como entrenador y director deportivo. 
En verano de 2019 se incorpora al personal técnico del F. C. Cartagena de la Segunda División B de España. En marzo de 2020 es nombrado segundo entrenador del conjunto cartagenero.

## Estadísticas
| Club                 | País   | Temporada   | División   | Liga  | Liga  | Copa del Rey | Copa del Rey | Total | Total |
| Club                 | País   | Temporada   | División   | Part. | Goles | Part.        | Goles        | Part. | Goles |
| -------------------- | ------ | ----------- | ---------- | ----- | ----- | ------------ | ------------ | ----- | ----- |
| Deportivo Alavés "B" | España | 1995 – 1996 | 3.ª        | 32    | 4     | -            | -            | 32    | 4     |
| Deportivo Alavés "B" | España | 1996 – 1997 | 3.ª        | 34    | 6     | -            | -            | 34    | 6     |
| Deportivo Alavés     | España | 1996 – 1997 | 2.ª        | 1     | 0     | -            | -            | 1     | 0     |
| Deportivo Alavés     | España | 1997 – 1998 | 2.ª        | 38    | 6     | 10           | 0            | 48    | 6     |
| Deportivo Alavés     | España | 1998 – 1999 | 1.ª        | 36    | 5     | 1            | 0            | 37    | 5     |
| Athletic Club        | España | 1999 – 2000 | 1.ª        | 13    | 0     | 2            | 0            | 15    | 0     |
| Córdoba C. F.        | España | 2000 – 2001 | 2.ª        | 18    | 1     | 1            | 0            | 19    | 1     |
| C. D. Leganés        | España | 2001 – 2002 | 2.ª        | 36    | 6     | 0            | 0            | 36    | 6     |
| C. D. Leganés        | España | 2002 – 2003 | 2.ª        | 35    | 3     | 1            | 0            | 36    | 3     |
| F. C. Cartagena      | España | 2003 – 2004 | 2.ª B      | 34    | 9     | 0            | 0            | 34    | 9     |
| F. C. Cartagena      | España | 2004 – 2005 | 2.ª B      | 35    | 7     | -            | -            | 35    | 7     |
| F. C. Cartagena      | España | 2005 – 2006 | 2.ª B      | 33    | 8     | -            | -            | 33    | 8     |
| F. C. Cartagena      | España | 2006 – 2007 | 2.ª B      | 35    | 10    | 1            | 0            | 36    | 10    |
| F. C. Cartagena      | España | 2007 – 2008 | 2.ª B      | 31    | 2     | -            | -            | 31    | 2     |
| Águilas C. F.        | España | 2008 – 2009 | 2.ª B      | 34    | 5     | 1            | 0            | 35    | 5     |
| Águilas C. F.        | España | 2009 – 2010 | 2.ª B      | 33    | 6     | -            | -            | 33    | 6     |
| Caravaca C. F.       | España | 2010 – 2011 | 2.ª B      | 28    | 4     | -            | -            | 28    | 4     |
| Mar Menor C. F.      | España | 2011 – 2012 | 3.ª        | ¿?    | ¿?    | -            | -            | ¿?    | ¿?    |
| La Unión C. F.       | España | 2012 – 2013 | Preferente | ¿?    | 12    | -            | -            | ¿?    | 12    |
| La Unión C. F.       | España | 2013 – 2014 | 3.ª        | ¿?    | ¿?    | -            | -            | ¿?    | ¿?    |
| Total                | Total  | Total       | Total      | 520   | 95    | 16           | 0            | 536   | 95    |